# Johannes Lydius
Johannes Lydius (Frankfurt, 1577 – Oudewater, 20 januari 1643) was een theoloog en predikant uit de Republiek der Zeven Verenigde Nederlanden.

## Biografie
Johannes Lydius werd geboren in Frankfurt als zoon van Martinus Lydius. Balthasar Lydius was zijn broer. In 1596 ging hij theologie studeren in Leiden. Al in zijn jonge jaren maakte hij kennis met geleerden van naam, zoals Hugo de Groot, Josephus Justus Scaliger en Gerardus Vossius. In 1602 werd hij predikant van Aarlanderveen, maar in 1603 vertrok hij alweer naar Oudewater. In 1610 begon hij wetenschappelijke werken te produceren. Toen in 1613 zijn vrouw overleed kwam hij in de schulden om zijn gezin te onderhouden. Omdat hij geheel opging in de strijd tussen de remonstranten en contraremonstranten publiceerde hij na de jaren 1618-1619 geen boeken meer. Vanwege zijn ijver voor de contraremonstranten gingen veel contacten met arminiaans-gezinde vrienden verloren. Op 20 januari 1643 overleed Lydius in Oudewater. 

### Gezinsleven
Lydius is driemaal getrouwd. Als eerste met Trijntje van Galen in 1602. Na haar overlijden in 1613 hertrouwde hij met Lijsbeth Claesd. Hasselaer in 1615. Toen ook zij overleed in 1622 trouwde hij met Hester With op 27 juli 1623. 